# Pilea helxinoides
Pilea helxinoides är en nässelväxtart som beskrevs av Henry Nicholas Ridley. Pilea helxinoides ingår i släktet pileor, och familjen nässelväxter. Inga underarter finns listade i Catalogue of Life.